# Hibiscus schizopetalus
Hibiscus schizopetalus es una especie de hibisco perteneciente a la familia de las malváceas. Es originaria del este de África tropical en Kenia, Tanzania y Mozambique. 

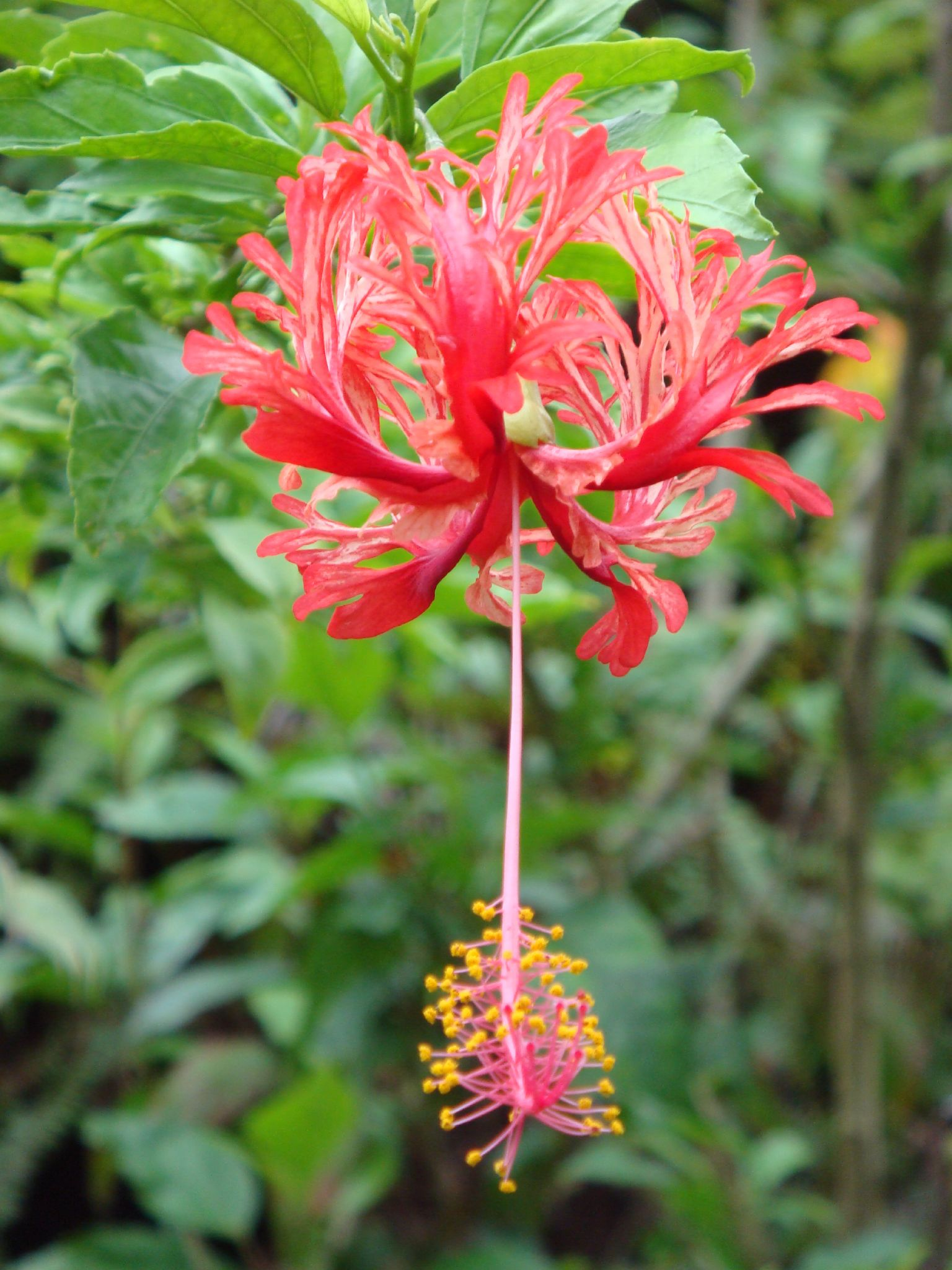
Inflorescencia

## Descripción
Es un arbusto, a veces enredadera, que alcanza hasta los 3 m de altura. Las flores son de color rojo o rosado y son muy distintivos sus pétalos con volantes finamente divididos. Sus nombres comunes incluyen Japanese Lantern, Coral Hibiscus y Fringed Rosemallow. |en}}Los pétalos de las flores se presentan en una variada gama de colores, siendo el más común el color rojo. Las hojas se parecen a las de Hibiscus rosa-sinensis.

## Hábitat
Se encuentra en matorrales caducifolios, a menudo cerca del agua, como en mangles, a altitudes de 1-150 m s. n. m. Es nativa de la costa de Kenia y Tanzania, aunque también se cultiva en otros países.

## Composición química
Las principal antocianina presente en sus flores es la cianidina-3-sambusoforósida y de sus hojas han sido aislados dos ésteres triterpénicos, antes desconocidos.

## Taxonomía
Hibiscus schizopetalus fue descrita por (Dyer) Hook.f. y publicado en Botanical Magazine 106: pl. 6524. 1880.
Etimología
Hibiscus: nombre genérico que deriva de la palabra griega: βίσκος ( hibískos ), que era el nombre que dio Dioscórides (40-90 d. C.)  a Althaea officinalis.
schizopetalus: epíteto latíno que significa "con pétalos divididos".
Sinonimia
- Hibiscus rosa-sinensis var. schizopetalus Dyer basónimo[6]